# Langohr-Rattenigel
Der Langohr-Rattenigel (Otohylomys megalotis, Synonym: Hylomys megalotis) ist eine Art der Rattenigel innerhalb der Igel (Erinaceidae). Sie ist bisher nur aus der Provinz Khammuan im mittleren Laos bekannt und wurde erst 2003 beschrieben. 

## Merkmale
Im Vergleich mit den Arten der Kleinen Rattenigel (Hylomys) ist der Langohr-Rattenigel mittelgroß, besitzt einen längeren Schädel, eine längere Schnauze und längere Zahnreihen. Auffällig sind die großen, abgerundeten Ohren, die namensgebend für die Art sind (Gr.: „megas“ = groß + „otis“ = Ohr = megalotis). Der Schwanz ist relativ lang und dick. Er erreicht etwa 75 % der Kopf-Rumpf-Länge (51–63 % bei Hylomys suillus und weniger als 25 % bei Hylomys parvus). Der Nasenspiegel ist lang. Die Präanaldrüse hat nur eine einzelne Öffnung, bei den beiden anderen Arten ist die Öffnung paarig. Das Fell ist grau, lang und sehr fein, die einzelnen Haare grau oder rötlichbraun mit schwarzen Spitzen. Stacheln fehlen. Die Bezahnung ist kräftiger als die der beiden anderen Arten. 
Die Zahnformel lautet {\displaystyle {\frac {3.1.4.3}{3.1.4.3}}}

## Lebensraum
Alle bekannten Exemplare von Otohylomys megalotis wurden in einer felsigen, verbuschten Karstregion mit Sträuchern, laubabwerfenden Bäumen und Bambusbeständen gefangen. Morphologische Merkmale, wie die breiten Vorderfüße, die dicken Krallen und die unbehaarten Hinterfüße deuten darauf hin, dass die Art speziell an dieses Biotop angepasst ist. Verhalten und Ökologie sind bisher unbekannt. Wie andere Rattenigel wird sich die Art von Insekten und Würmern ernähren.